# 福門托
22°6′19″N 79°43′13″W / 22.10528°N 79.72028°W

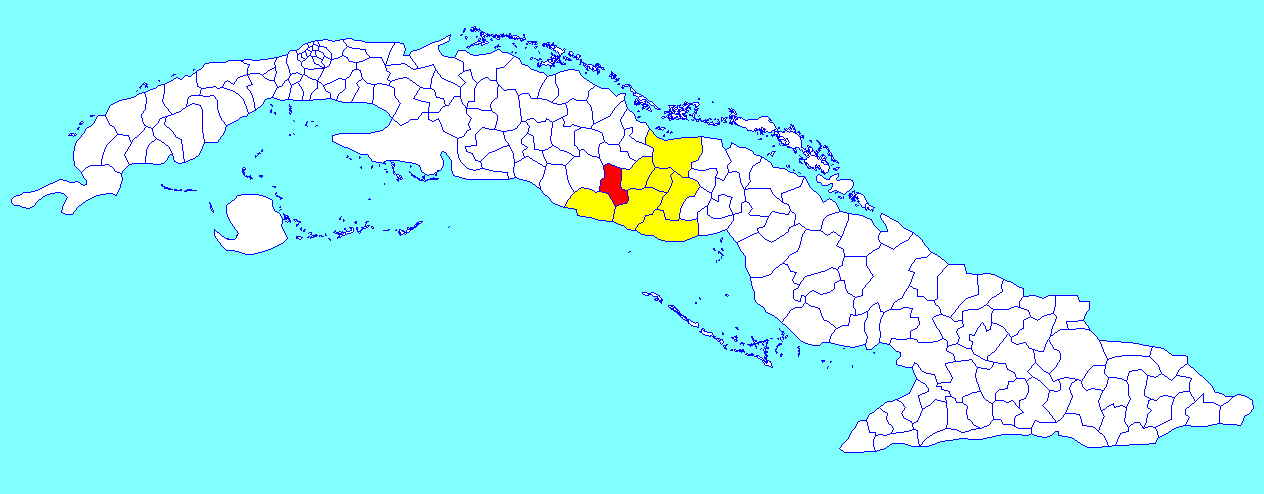

福門托（西班牙語：Fomento），是古巴的城鎮，位於該國中部，由聖斯皮里圖斯省負責管轄，始建於1864年，面積471平方公里，海拔高度125米，根據2004年人口普查總數為33,528人，人口密度每平方公里71.2人。

## 外部連結
- Fomentografia, Web of fomentense Photographer （页面存档备份，存于）